# Ben Hur: Příběh Kristův
Ben Hur: Příběh Kristův (Ben-Hur: A Tale of the Christ) je román amerického spisovatele Lewise Wallace, nejprodávanější román pocházející z 19. století[zdroj?][kde?] a jeden z nejúspěšnějších románů všech dob. Poprvé vyšel u nakladatelství Harper & Brothers 12. listopadu 1880, v součtu všech jeho vydání vyšlo dohromady asi 50 milionů výtisků.
Román se dočkal řady adaptací, především pěti filmových, jednoho televizního a jednoho divadelního dramatu. Nejslavnějším z nich se stal velkofilm Ben Hur z roku 1959 s Charltonem Hestonem v titulní roli, který získal 11 Oscarů a patří tak mezi nejúspěšnější filmy historie tohoto ocenění.